# Павани, Марина
Мари́на Пава́ни (итал. Marina Pavani; род. 29 марта 1959, Каракас) — итальянская кёрлингистка.
В составе женской сборной Италии участница двухх чемпионатов мира (лучший результат — пятое место в 1980) и шести чемпионатов Европы (лучший результат — пятое место в 1979).
Играла в основном на позициях первого и второго.

## Команды
| Сезон   | Четвёртый                | Третий                   | Второй        | Первый        | Турниры                             |
| ------- | ------------------------ | ------------------------ | ------------- | ------------- | ----------------------------------- |
| 1975—76 | Нелла Альвера            | Мария-Грация Константини | Марина Павани | Теа Вальт     | ЧЕ 1975 (6 место)                   |
| 1976—77 | Мария-Грация Константини | Теа Вальт                | Энн Лачеделли | Марина Павани | ЧЕ 1976 (8 место)                   |
| 1977—78 | Мария-Грация Константини | Теа Вальт                | Энн Лачеделли | Марина Павани | ЧЕ 1977 (7 место)                   |
| 1978—79 | Мария-Грация Константини | Марина Павани            | Энн Лачеделли | Теа Вальт     | ЧЕ 1978 (9 место)                   |
| 1979—80 | Мария-Грация Константини | Теа Вальт                | Энн Лачеделли | Марина Павани | ЧЕ 1979 (5 место)                   |
| 1979—80 | Мария-Грация Константини | Нелла Альвера            | Марина Павани | Энн Лачеделли | ЧМ 1980 (5 место)                   |
| 1980—81 | Мария-Грация Константини | Энн Лачеделли            | Теа Вальт     | Марина Павани | ЧЕ 1980 (7 место) ЧМ 1981 (7 место) |

(скипы выделены полужирным шрифтом)

## Частная жизнь
Из семьи кёрлингистов: её отец Энеа Павани участник чемпионатов мира и Европы, восьмикратный чемпион Италии; брат Андреа участник чемпионатов мира и Европы, тринадцатикратный чемпион Италии.